# Pequena Planície Húngara

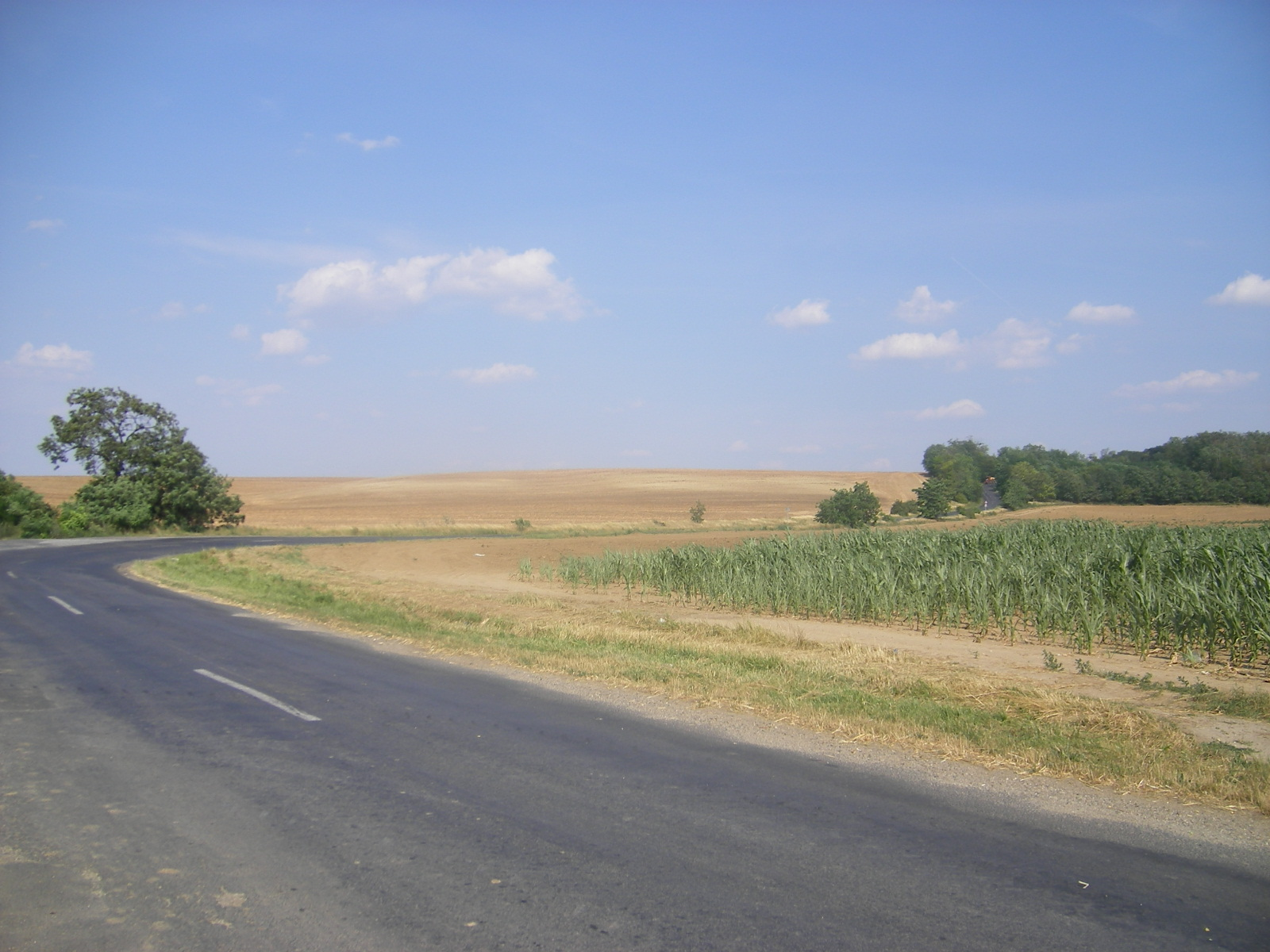
Paisagem da Pequena Planície Húngara perto de Györ

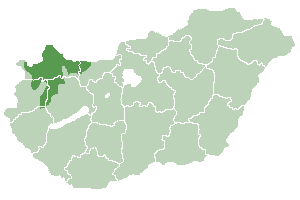
Zona da Pequena Planície Húngara no território da Hungria.

A Pequena Planície Húngara ou Pequeno Alföld (em húngaro:  Kisalföld, em eslovaco:  Malá dunajská kotlina, em alemão:  Kleine Ungarische Tiefebene) é uma planície-depressão com cerca de 8000 km² no noroeste da Hungria, sudoeste da Eslováquia (Podunajská nížina), e leste da Áustria. Faz parte da Planície da Panónia que cobre a maior parte da Hungria.